# Io e te (album Gianna Nannini)
Io e te è il diciassettesimo album di inediti della cantautrice italiana Gianna Nannini, pubblicato l'11 gennaio 2011 dall'etichetta discografica Sony.
Registrato interamente a Londra, presso gli Abbey Road Studios, l'album contiene undici inediti e una cover. Il singolo Ogni tanto, uscito il 3 dicembre 2010, ha raggiunto la terza posizione della classifica italiana, mentre l'album ha debuttato in classifica direttamente al primo posto. Il secondo singolo estratto è Ti voglio tanto bene. Successivamente viene estratto il singolo Perfetto, Mai per amore (dalla versione deluxe dell'album), e infine il singolo I wanna die 4 U.

## Descrizione
Questo disco presenta delle sonorità che lasciano ampio respiro agli archi e prestano notevole attenzione alla concordanza melodica delle chitarre negli arrangiamenti. La canzone Io e te è stata realizzata con il solo ausilio degli elementi sinfonici.
Il disco è stato presentato al Teatro Puccini di Milano il 10 gennaio 2011, dove la cantautrice ha anche tenuto una conferenza stampa. All'interno dell'album è presente anche una cover in chiave rock nel noto brano di Domenico Modugno, Nel blu dipinto di blu. Nell'occasione, il testo del brano è stato leggermente modificato: con l'autorizzazione dell'autore Franco Migliacci, la Nannini ha reinserito la parola "piccino", che era presente nella prima incisione inedita del brano al posto di "lontano".
Un'altra delle particolarità del disco è la foto in copertina, raffigurante l'evidente stato di gravidanza della Nannini portata a termine a fine novembre 2010. Questa scelta ha suscitato alcune polemiche, soprattutto da parte di Marina Corradi, editorialista del quotidiano Avvenire, che ha scritto: «Offre un'immagine della maternità come potere assoluto», aggiungendo poi: «Mi colpisce anche lo sfruttamento dell'immagine di una gravidanza che diventa spot per creare e vendere un brand: mamma come mi pare. Senza voler lanciare anatemi, dico che non mi piace, un pancione non è oggetto di mercato». Nel dibattito sono intervenute anche diverse personalità politiche, tra le quali l'europarlamentare del Popolo della Libertà Licia Ronzulli e la parlamentare italiana del Partito Democratico Federica Mogherini, entrambe in difesa della scelta della cantante.
Nonostante l'immagine di copertina possa far pensare ad un disco interamente incentrato sulla maternità della cantautrice, la Nannini ha dichiarato che la maggior parte dei brani sono stati scritti prima della nascita della figlia Penelope e che le uniche canzoni che fanno riferimento a quest'ultima sono Ogni tanto e, solo per alcuni cenni, Io e te.

## Edizioni

### Io e te
La prima stampa del disco ha una custodia cartonata con fotografata Gianna Nannini con il pancione; la seconda è plastificata con una copertina diversa, con Gianna Nannini fotografata questa volta solo in faccia.
Tracce CD
1. Ogni tanto (Gianna Nannini, Pacifico) – 3:30
2. Ti voglio tanto bene (Isabella Santacroce, Nannini) – 3:32
3. I Wanna Die 4 U (Nannini, Pacifico) – 3:43
4. Dimentica (Nannini, Pacifico) – 3:45
5. Perché (Nannini, Santacroce, Davide Tagliapietra) – 3:49
6. Perfetto (Nannini, Santacroce, Franco Fasano) – 3:20
7. Rock 2 (Nannini, Pacifico) – 4:07
8. Mi ami (Santacroce, Nannini) – 3:56
9. Io e te (Nannini, Francesco Sartori, Santacroce) – 3:46
10. Com'era (Santacroce, Nannini) – 3:54
11. Scusa! (Nannini, Santacroce) – 2:41
12. Volare (Cover) (Franco Migliacci, Domenico Modugno) – 4:13

### iTunes Bonus track
1. Buonviaggio – 4:06

### Io e te - Deluxe Edition
L'edizione Deluxe è un cofanetto composto da:
- CD Io e te.
- CD Io e te Live con tracce Live e l'inedito Mai per amore.
- DVD Io e te Arena Rock registrato il 20 maggio 2011 durante il concerto all'Arena di Verona, tappa dell'Io e te Tour 2011.
- Libro fotografico

Tracce CD Io e te Live
1. Mai per amore (Inedito)
2. Rock 2 (Live)
3. Ogni tanto (Live)
4. I Wanna Die 4 U (Live)
5. Ti voglio tanto bene (Live)
6. Io e te (Live)
7. Volare (Live)
8. Perfetto (Live)
9. I maschi (Live)
10. America (Live)

Tracce DVD Io e te Arena Rock
1. Rock 2
2. Mi ami
3. Ogni tanto
4. I Wanna Die 4 U
5. Perché
6. Dimentica
7. Ti voglio tanto bene
8. Io e te
9. Io
10. Profumo
11. Io e Bobbie Mc Gee
12. Volare
13. Possiamo sempre
14. Perfetto
15. Amandoti
16. Sei nell'anima
17. Good Bye My Heart
18. Notti senza cuore
19. Medley: Volo, Scandalo, Latin lover, Fotoromanza, Bello e impossibile
20. I maschi
21. America
22. Meravigliosa creatura

### Io e te - Live Edition
L'edizione Live è un cofanetto composto da:
- CD Io e te Live.
- DVD Io e te Arena Rock.

## Singoli
1. Ogni tanto (2010)
2. Ti voglio tanto bene (2011)
3. Io e te (2011)
4. Perfetto (2011)
5. Mai per amore (2011)
6. I Wanna Die 4 U (2012)

## Musicisti
- Gianna Nannini - voce, chitarra, violino
- Miles Bould - percussioni
- Davide Tagliapietra - chitarra
- Davide Ferrario - chitarra
- Francis Hylton - basso
- Thomas Lang - batteria
- Leandro Gaetano - programmazione
- Luca Scarpa - tastiere, organo Hammond (solo nei live)
- Will Malone - pianoforte, sintetizzatore, archi
- Giorgio Mastrocola - chitarra
- Milton McDonald - chitarra
- London Studio Orchestra - archi

## Classifiche
| Classifica (2011) | Posizione massima |
| ----------------- | ----------------- |
| Austria           | 28                |
| Italia            | 1                 |
| Svizzera          | 4                 |
| Grecia            | 62                |
| Germania          | 26                |

### Classifiche di fine anno
| Classifica (2011) | Posizione |
| ----------------- | --------- |
| Italia            | 6         |
| Svizzera          | 83        |
| Classifica (2012) | Posizione |
| Italia            | 82        |